# Bonatea
Bonatea is een geslacht van vlinders van de familie spanners (Geometridae), uit de onderfamilie Ennominae.

## Soorten
- B. duciata Maassen, 1890
- B. flexilineata Dognin, 1918
- B. funerea Warren, 1904
- B. funereoides Dognin, 1918
- B. griseolata Dyar, 1918
- B. indecisa Dognin, 1913
- B. maculata Dognin, 1904
- B. praeclara Schaus, 1911
- B. undilinea Dognin, 1902
- B. viridilinea Warren, 1904
- B. viridirufa Warren, 1904